# 新刈和野村
新刈和野村（しんかりわのむら）は秋田県仙北郡にあった村。現在の大仙市刈和野・協和峰吉川にあたる。

## 地理
- 山：大平山、峰の山、畑山
- 河川：雄物川

## 歴史
- 1889年（明治22年）4月1日 - 町村制の施行により、刈和野村、峯吉川村の区域をもって発足。
- 1900年（明治33年）8月13日 - 大字刈和野に刈和野村、大字峰吉川に峰吉川村が発足。同日新刈和野村廃止。
- 1901年（明治34年）7月23日 - 刈和野村が町制施行して刈和野町となる。
- 1955年（昭和30年）
  - 3月1日 - 刈和野町が土川村・大沢郷村・強首村と合併して西仙北町が発足。
  - 3月31日 - 峰吉川村が淀川村・荒川村および河辺郡船岡村と合併して協和村が発足。
- 1969年（昭和44年）4月1日 - 協和村が町制施行して協和町となる。
- 2005年（平成17年）3月22日 - 西仙北町・協和町が大曲市・神岡町・中仙町・南外村・仙北町・太田町と合併して大仙市が発足。

## 交通

### 鉄道路線
現在は旧村域に奥羽本線刈和野駅、峰吉川駅が所在するが、当時は未開業。

### 道路
- 羽州街道（当時は国道40号、現・国道13号）